# Kit electrónico

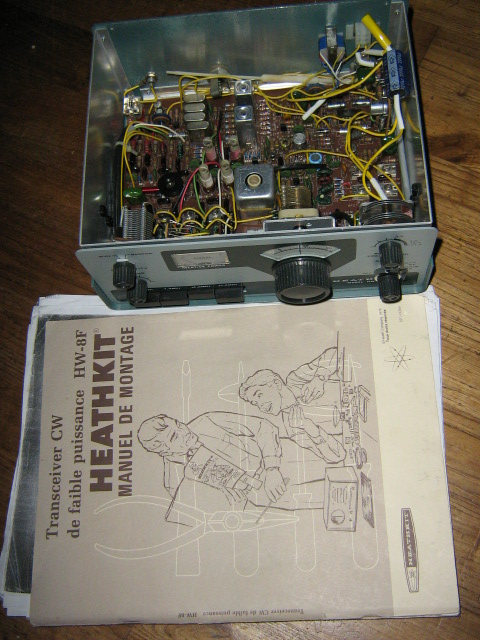
Transceptor de onda corta Heathkit HW-8F (EE. UU.) que se vendía como un conjunto para parecerse

Un  kit electrónico  es un paquete de componentes eléctricos utilizado normalmente para construir un aparato electrónico. En general, los Kit contienen componentes electrónicos, un diagrama del circuito (esquema), instrucciones de montaje y, a menudo una placa de circuito impreso (PCB) u otro tipo de placa de prototipos.
Hay dos tipos diferentes de kit, los que construir un solo proyecto, y los que pueden formar una serie de proyectos.
Este último se dirige principalmente a los niños, e incluyen una mesa de montaje sin soldadura de ningún tipo, como por ejemplo;
- Componentes montados en bloques de plástico con contactos secundarios, que se mantienen juntos en una base, por ejemplo  Densha Bloques
- Resortes en una placa de cartón, los Resortes hacen contacto pinzando cables de conductores o cables de componentes, como el  kit de Philips de experimentos electrónicos .[1] Se trata de una opción barata y flexible
- Los de tipo profesional sobre placa de prototipos, (Breadboard) en el que se insertan los cables de componentes, siguiendo la documentación del "kit".

El primer tipo de kit, para la construcción de un único equipo, normalmente utilizan una placa de circuito impreso sobre la que se montan y sueldan los componentes. En general vienen con una documentación ampliada que describe donde poner cada componente sobre la placa.
La gente sobre todo compra los kit electrónicos para divertirse y aprender cómo funcionan las cosas. Una vez fueron populares como un medio para reducir el costo de la compra de equipos, pero hoy en día, normalmente no hay ahorro en la compra de un kit.
Algunos equipos solían ser dispositivos muy complejos, como un televisor de color, osciloscopio, amplificador de audio de gama alta, e incluso equipos como los Heathkit, H8, y LNW-80. Muchos le microprocesadors tempranos fueron vendidos ya sea como kit electrónicos o montados y probados. Heathkit vendió millones de equipos electrónicos durante sus 45 años de historia.
Hoy en día, la construcción de dispositivos a partir de cero para los aficionados y principiantes ha bajado de popularidad, debido en parte a la complejidad emergente de la electrónica en miniatura y el software integrado, pero la gente todavía construye dispositivos electrónicos personalizados y de propósito especial para el uso profesional y educativo, o como un hobby.
También emerge una tendencia a simplificar la complejidad, proporcionando kit preprogramados o modular y eso es proporcionado por muchos proveedores a menudo en la web. La diversión y la emoción de hacer su propia electrónica se ha desplazado en muchos casos de ser aplicaciones y dispositivos analógicos fáciles de comprender a dispositivos más sofisticados y digitales.

## Ejemplos
- El Altair 8800, (el primer ordenador personal), también fue vendido como un juego, como los ordenadores Sinclair ZX80, Sinclair ZX81 y Acorn Atom.
- Muchas tarjetas de sistema del S100 bus sólo se vendían en forma de kits.
- Construcción de un robot, a menudo con un microcontrolador en el interior (ha puesto de moda últimamente).
- JCS electrónicos Lectron (módulos magnéticos)
- Bloques Densha utilizado para Gakken Ex-System